# 28723 Cameronjones
28723 Cameronjones è un asteroide della fascia principale. Scoperto nel 2000, presenta un'orbita caratterizzata da un semiasse maggiore pari a 2,3110295 au e da un'eccentricità di 0,1241243, inclinata di 4,74939° rispetto all'eclittica.
L'asteroide è dedicato allo studente statunitense Cameron Cole Jones.